# دی‌متوکسی‌آمفتامین
دی‌متوکسی‌آمفتامین (به انگلیسی: Dimethoxyamphetamine) با فرمول شیمیایی C۱۱H۱۷NO۲ یک ترکیب شیمیایی با شناسه پاب‌کم ۹۱۲۵۵ است. که جرم مولی آن ۱۹۵٫۲۶ g/mol می‌باشد. 